# Europejski Festiwal Filmowy Integracja Ty i Ja
Europejski Festiwal Filmowy „Integracja Ty i Ja” – festiwal filmowy odbywający się w Koszalinie.
Festiwal „Integracja Ty i Ja” odbywa się we wrześniu w Koszalinie od 2003 roku. Na Festiwalu przyznawane są nagrody „Motyla” w kategoriach „film fabularny”, „film dokumentalny” i „film amatorski” tworzony przez niepełnosprawnych.

## Laureaci
| Kategoria                                    | Film                                            | Reżyser                           |
| -------------------------------------------- | ----------------------------------------------- | --------------------------------- |
| Najlepszy film amatorski "Motyl 2019"        | „Superhero” Polska                              | reż. Dariusz Janiczak             |
| Najlepszy film dokumentalny "Motyl 2019"     | "Połączeni" Polska                              | reż. Aleksandra Maciejczyk        |
| Najlepszy film fabularny "Motyl 2019"        | „Mam na imię Pietia” ("My name is Petya") Rosja | reż. Daria Binevskaya             |
| Nagroda Publiczności                         | „Rycerz Stefan” Polska                          | reż. Agnieszka Kozaczka-Gralak.   |
| Nagroda Jury Młodzieżowego                   | „Superhero” Polska                              | reż. Dariusz Janiczak             |
| Wyróżnienie w kategorii filmu dokumentalnego | "Projektanci" ("Design-Ability") Hiszpania      | reż. Otoxo Productions            |
| Wyróżnienie w kategorii filmu dokumentalnego | "Znak miłości" ("The Sign For Love") Izrael     | reż. Elad Cohen i Iris Ben Moshe  |
| Wyróżnienie w kategorii filmu dokumentalnego | „Szczęśliwi razem” ("Happy Together") Tajwan    | reż. Yen Kung Kuo                 |
| Wyróżnienie w kategorii filmu dokumentalnego | „Fale uderzeniowe” ("Shock Waves") Izrael       | reż. Kineret Hay-Gillor           |
| Wyróżnienie w kategorii filmu amatorskiego   | „Kolor życia” ("The Colour of Life") Kenia      | reż. Michael Njoroge i Grace Matu |

| Kategoria                                           | Film                                   | Reżyser                  |
| --------------------------------------------------- | -------------------------------------- | ------------------------ |
| Najlepszy film amatorski "Motyl 2018"               | "Kontrasty-kulisy spektaklu" Polska    | reż. OREW Chorzów        |
| Najlepszy film fabularny "Motyl 2018"               | "Inny chłopiec" ("Downside up") Belgia | reż. Peter Ghesquière    |
| Najlepszy film dokumentalny "Motyl 2018"            | "Przerwana misja" Polska               | reż. Petro Aleksowski    |
| Nagroda Publiczności                                | "Zołza i perła" Polska                 | reż. Izolda Czmok-Nowak  |
| Nagroda Jury Młodzieżowego                          | "Inny chłopiec" ("Downside up") Belgia | reż. Peter Ghesquière    |
| Wyróżnienie specjalne w kategorii film dokumentalny | "Niebo bez gwiazd" Polska              | reż. Katarzyna Dąbkowska |
| Wyróżnienie specjalne w kategorii film dokumentalny | "Być jak Brad Pitt" Izrael             | reż. Ariela Alush        |

| Kategoria                                 | Film                                                    | Reżyser                                      |
| ----------------------------------------- | ------------------------------------------------------- | -------------------------------------------- |
| Najlepszy film amatorski "Motyl 2017"     | "Ślub Whitney" ("Whitney's Wedding") USA                | reż. John W. Lawson                          |
| Najlepszy film dokumentalny "Motyl 2017"  | "Gleason" USA                                           | reż. Clay Tweel                              |
| Najlepszy film fabularny "Motyl 2017"     | "Ja i mój tata" Polska                                  | reż. Aleksander Pietrzak                     |
| Nagroda Publiczności                      | "Jakiego koloru jest miłość?" Polska                    | reż. Alina Mrowińska                         |
| Wyróżnienie w kategorii film fabularny    | „Zwariować ze szczęścia” ("Like Crazy") Francja, Włochy | reż. Paolo Virzì                             |
| Wyróżnienie w kategorii film fabularny    | "24 tygodnie" (24 Weeks) Niemcy                         | reż. Anne Zohra Berrached                    |
| Wyróżnienie w kategorii film dokumentalny | „Film dla Stasia” Polska                                | reż. Monika Meleń                            |
| Wyróżnienie w kategorii film dokumentalny | "Na szczęście" Polska                                   | reż. Piotr Januszkiewicz                     |
| Wyróżnienie w kategorii film dokumentalny | "Komunia" Polska                                        | reż. Anna Zamecka                            |
| Wyróżnienie w kategorii film amatorski    | "Ważne" Polska                                          | reż. uczniowie Zespołu Szkół Specjalnych 102 |

| Kategoria                                                            | Film                                      | Reżyser                 |
| -------------------------------------------------------------------- | ----------------------------------------- | ----------------------- |
| Najlepszy film amatorski "Motyl 2016"                                | "Tajemnice oceanu" Polska                 | reż. Anna Radecka       |
| Najlepszy film dokumentalny "Motyl 2016"                             | „Wyślę Wam kartkę” Polska                 | reż. Anna Duda-Ziętek   |
| Najlepszy film fabularny "Motyl 2016"                                | "Nena" Holandia, Francja                  | reż. Saskia Diesing     |
| Nagroda Publiczności                                                 | "Marzenie. Prawdziwa historia" Polska     | reż. Artur Dziurman     |
| Nagroda specjalna Pełnomocnika Rządu do Spraw Osób Niepełnosprawnych | "Bracia" Polska                           | reż. Szymon Jan Sinoff  |
| Wyróżnienie w kategorii film dokumentalny                            | "Wytrwały Meia" ("Resilience") Szwecja    | reż. Ricardo Koanuka    |
| Wyróżnienie w kategorii film dokumentalny                            | "Baśka, kameruj!" Polska                  | reż. Gabriela Mruszczak |
| Wyróżnienie w kategorii film dokumentalny                            | "Dobra dziewczyna" ("Good girl") Norwegia | reż. Solveig Melkeraaen |

| Kategoria                                 | Film                              | Reżyser                                                           |
| ----------------------------------------- | --------------------------------- | ----------------------------------------------------------------- |
| Najlepszy film fabularny "Motyl 2015"     | "Anioł" ("Ghadi") Liban           | reż. Amina Dora                                                   |
| Najlepszy film dokumentalny "Motyl 2015"  | "Królowa ciszy" Polska            | reż. Agnieszka Zwiefka                                            |
| Najlepszy film amatorski "Motyl 2015"     | "Nasza rozmowa" Polska            | reż. Mieczysław Krzel                                             |
| Nagroda Publiczności                      | "To nie koniec drogi" Polska      | reż. Robert Czyżewicz, Jarosław Frankowski oraz Sebastian Korczak |
| Wyróżnienie w kategorii film dokumentalny | "Casa Blanca" Polska              | reż. Aleksandra Maciuszek                                         |
| Wyróżnienie w kategorii film amatorski    | "Ogrodowy straszny rycerz" Polska | reż. DPS Legnickie Pole                                           |

| Kategoria                                  | Film                                  | Reżyser                                                                    |
| ------------------------------------------ | ------------------------------------- | -------------------------------------------------------------------------- |
| Najlepszy film dokumentalny "Motyl 2014"   | „Pozwól kochać, pozwól marzyć” Polska | reż. Monika Nawrot oraz Dominik Górski                                     |
| Najlepszy film fabularny "Motyl 2014"      | Chce się żyć Polska                   | reż. Maciej Pieprzyca                                                      |
| Najlepszy film amatorski "Motyl 2014"      | "Kaczka dziwaczka" Polska             | reż. Zespół „Akcja-Animacja” ZSSSTO w Szczecinku                           |
| Nagroda Publiczności                       | Kertu – miłość jest ślepa Estonia     | reż. Ilmar Raag                                                            |
| Wyróżnienie specjalne dla Joanny i Janusza | "Deep Love" Polska / "Powrót" Polska  | reż. Jan P. Matuszyński / reż. Sylwia Michałkowska                         |
| Wyróżnienie w kategorii film dokumentalny  | Joanna Polska                         | reż. Aneta Kopacz                                                          |
| Wyróżnienie w kategorii film dokumentalny  | Nasza klątwa Polska                   | reż. Tomasz Śliwiński                                                      |
| Wyróżnienie w kategorii film dokumentalny  | "Iskierka" Polska                     | reż. Wiesława Piećko                                                       |
| Wyróżnienie w kategorii film dokumentalny  | "O rządach miłości" Polska            | reż. Adela Kaczmarek                                                       |
| Wyróżnienie w kategorii film dokumentalny  | Usłysz to! Holandia                   | reż. Soulaim El Khaldi                                                     |
| Wyróżnienie w kategorii film amatorski     | "Tajemnice zamku" Polska              | reż. Warsztaty Terapii Zajęciowej z Legnicy i AKF „Laterna Magica”         |
| Wyróżnienie w kategorii film amatorski     | "Koty na skłoty!" Polska              | reż. Warsztaty Terapii Zajęciowej z Rzadkowa, Anna Radecka i Wojciech Retz |

| Kategoria                                            | Film                                                   | Reżyser                                                  |
| ---------------------------------------------------- | ------------------------------------------------------ | -------------------------------------------------------- |
| Najlepszy film amatorski "Motyl 2013"                | "Mam takie marzenie" Polska                            | reż. Kajetan Święcichowski oraz Małgorzata Święcichowska |
| Najlepszy film dokumentalny "Motyl 2013"             | "Zespół punka" ("The punk syndrome") Finlandia         | reż. Jukka Kärkkäinen oraz Jani-Petteri Passi            |
| Najlepszy film fabularny "Motyl 2013"                | "Dziewczyna z szafy" Polska                            | reż. Bodo Kox                                            |
| Nagroda Publiczności                                 | "Dziewczyna z szafy" Polska                            | reż. Bodo Kox                                            |
| Nagroda specjalna Jury w kategorii film fabularny    | "Cień błękitu" ("A shadow of blue") Hiszpania, Francja | reż. Carlos Lascano                                      |
| Nagroda specjalna Jury w kategorii film fabularny    | "Vincent chce nad morze" ("Vincent wants to sea")      | reż. Ralf Huettner                                       |
| Nagroda specjalna Jury w kategorii film dokumenalny  | "Drewniany" Polska                                     | reż. Izolda Czmok-Nowak                                  |
| Nagroda specjalna Jury w kategorii film dokumentalny | "Podwójne życie Piotra S." Polska                      | reż. Alina Mrowińska                                     |
| Nagroda specjalna Jury w kategorii film dokumentalny | "Prawo do miłości" Polska                              | reż. Małgorzata Frydrych                                 |

| Kategoria                                    | Film                                                                  | Reżyser                              |
| -------------------------------------------- | --------------------------------------------------------------------- | ------------------------------------ |
| Najlepszy film fabularny "Motyl 2012"        | Hasta La Vista Belgia                                                 | reż. Geoffrey Enthoven               |
| Najlepszy film dokumentalny "Motyl 2012"     | "Najlepsza forma mojego życia" Polska                                 | reż. Piotr Sobczak                   |
| Najlepszy film amatorski "Motyl 2012"        | "Carpe Diem" Polska                                                   | reż. Katarzyna Kuklińska             |
| Wyróżnienie w kategorii film fabularny       | "Mój ukochany" ("My sweetheart") Francja                              | reż. Daniel Medge                    |
| Wyróżnienie w kategorii film dokumentalny    | "Seks, miłość i niepełnosprawność" ("Sex, love & disability") Francja | reż. Jean-Michel Carré               |
| II Wyróżnienie w kategorii film dokumentalny | "Metr nad ziemią" Polska                                              | reż. Tomasz Wiszniewski              |
| Nagroda Publiczności                         | Nietykalni Francja                                                    | reż. Éric Toledano i Olivier Nakache |

| Kategoria                                | Film                                              | Reżyser                                     |
| ---------------------------------------- | ------------------------------------------------- | ------------------------------------------- |
| Najlepszy film fabularny "Motyl 2011"    | "Eep!" Holandia                                   | reż. Mieke de Jong                          |
| Najlepszy film dokumentalny "Motyl 2011" | "Chociaż raz w życiu" ("For once in my life") USA | reż. Jim Birgham                            |
| Najlepszy film amatorski "Motyl 2011"    | "Marzenie o dzikim zachodzie" Polska              | reż. Marek Włodzimirow oraz Radek Dąbrowski |
| II Nagroda dla filmu amatorskiego        | "Pipeta" Polska                                   | reż. Wojciech Sankiewicz                    |
| Nagroda Publiczności                     | "Brzydkie słowa" Polska                           | reż. Marcin Maziarzewski                    |

| Kategoria                                | Film                                        | Reżyser                                    |
| ---------------------------------------- | ------------------------------------------- | ------------------------------------------ |
| GRAND PRIX "Wielki Motyl 2010"           | Benda Bilili! Demokratyczna Republika Konga | reż. Renaud Barret i Florent de La Tullaye |
| Najlepszy film fabularny "Motyl 2010"    | Ja, też! Hiszpania                          | reż. Álvaro Pastor i Antonio Naharro       |
| Najlepszy film dokumentalny "Motyl 2010" | Manu na kółkach Belgia                      | reż. Vincent Deveux                        |
| Najlepszy film amatorski "Motyl 2010"    | Could you change your lifestyle? Polska     | reż. Mariola Żylińska-Jestadt              |
| II Nagroda film amatorski                | To my Polska                                | reż. Katrina Smaczna Fajesov               |
| III Nagroda film amatorski               | Nasze Betlejem Polska                       | reż. Bartłomiej Zbączyniak                 |
| Wyróżnienie specjalne Jury               | Mama Polska                                 | reż. Krzysztof Piotrowski                  |

| Kategoria                                             | Film                      | Reżyser                                       |
| ----------------------------------------------------- | ------------------------- | --------------------------------------------- |
| GRAND PRIX "Wielki Motyl 2009”                        | Jak po maśle Francja      | reż. Jean-Paul Lilienfeld                     |
| Najlepszy film fabularny "Motyl 2009”                 | Rumba Francja             | reż. Dominique Abel, Fiona Gordon, Bruno Romy |
| Najlepszy film dokumentalny "Motyl 2009”              | Ślepy los Wielka Brytania | reż. Lucy Walker                              |
| Najlepszy film amatorski "Motyl 2009”                 | Co to jest?               | reż. Stowarzyszenie na Górze                  |
| Wyróżnienie Jury                                      | Skarby Ani K              | reż. Małgorzata Gryniewicz                    |
| Nagroda Specjalna Jury dla bohaterki filmu Anny Krupy | Skarby Ani K              | reż. Małgorzata Gryniewicz                    |
| Wyróżnienie Jury za teledysk                          | Gorąca linia między nami  | reż. Jacek Barzycki                           |

| Kategoria                                       | Film                           | Reżyser                                                       |
| ----------------------------------------------- | ------------------------------ | ------------------------------------------------------------- |
| GRAND PRIX "Motyl 2008”                         | Obraz uczuć Stany Zjednoczone  | reż. Sławomir Grünberg                                        |
| Najlepszy film fabularny "Motyl 2008”           | Motyl i skafander Francja      | reż. Julian Schnabel                                          |
| Najlepszy film dokumentalny "Motyl 2008”        | "Kaleka_38”                    | reż. Adam Leńca                                               |
| Nagroda za spot telewizyjny kampanii społecznej | "Głuchoniemi”                  | kampania "Integracja. Rok 2003 rokiem osób niepełnosprawnych" |
| Najlepszy film amatorski I Nagroda              | "Wywiad z osobowością lokalną” | reż. Magdalena Popławska                                      |
| II Nagroda dla filmu amatorskiego               | "Po prostu”                    | reż. Aleksandra Burby i Edyta Paluda                          |
| III Nagroda dla filmu amatorskiego              | "Moja muzyczna przygoda”       | reż. Waldemar Handzlewicz                                     |
| Wyróżnienie                                     | "Borowiczek”                   | reż. Siergiej Łukianczikow                                    |
| Wyróżnienie                                     | "Modelki” Białoruś             | reż. Monika Pawluczuk                                         |

| Kategoria                | Film                           | Reżyser                 |
| ------------------------ | ------------------------------ | ----------------------- |
| GRAND PRIX               | Tajemnica kwiatu paproci       | reż. Tadeusz Wilkosz    |
| Najlepszy film fabularny | Dwanaście miesięcy             | reż. Zbigniew Kotecki   |
| Wyróżnienie              | Wielkanocny poranek Litwa      | reż. Jurate Leikaite    |
| Wyróżnienie              | Niedźwiedzia przysługa Ukraina | reż. Jewgienij Aliochin |

| Kategoria                                   | Film                                       | Reżyser                                   |
| ------------------------------------------- | ------------------------------------------ | ----------------------------------------- |
| GRAND PRIX                                  | W stronę morza Hiszpania                   | reż. Alejandro Amenábar                   |
| Najlepszy film fabularny                    | Życie ukryte w słowach Hiszpania           | reż. Isabel Coixet                        |
| Wyróżnienie film dokumentalny               | Rendez-vous                                | reż. Marcin Janos Krawczyk                |
| Wyróżnienie                                 | Murderball – gra o życie Stany Zjednoczone | reż. Henry Alex Rubin i Dana Adam Shapiro |
| Nagroda Specjalna Jury dla Krystyna Feldman | Mój Nikifor                                | reż. Krzysztof Krauze                     |

| Kategoria                           | Film                         | Reżyser                    |
| ----------------------------------- | ---------------------------- | -------------------------- |
| GRAND PRIX                          | Dróżnik Stany Zjednoczone    | reż. Tom McCarthy          |
| Najlepszy film dokumentalny         | Born Dead                    | reż. Jacek Bławut          |
| Wyróżnienie dla film dokumentalnego | Życie przed Tobą             | reż. Maciej Adamek         |
| Nagroda Specjana Jury               | Krótkie monologi Azerbejdżan | reż. Shamil Najafzad       |
| Nagroda Specjalna Jury              | Wyspa nadziei Litwa          | reż. Vytautas Damasevicius |
| Nagroda Specjalna Jury              | Wolność w świecie Niemcy     | reż. Ulrike Westermann     |

| Kategoria                                         | Film                                    | Reżyser                           |
| ------------------------------------------------- | --------------------------------------- | --------------------------------- |
| GRAND PRIX                                        | Marti Łotwa                             | reż. Laila Pakalniņa              |
| Nagroda za Najlepszą rolę kobiecą dla Dina Korzum | Kraj głuchych Rosja                     | reż. Walerij Todorowski           |
| Nagroda za Najlepszą rolę męską dla Janka         | Dokąd idziesz Janku Estonia             | reż. Hille Tarto                  |
| Nagroda Specjalna Jury za 3 filmy:                | Olimpiada specjalna, Paweł, Nienormalni | reż. Jacek Bławut                 |
| Wyróżnienie                                       | Teraz jest samotny Mołdawia             | reż. Valeriu Gaiju                |
| Wyróżnienie                                       | Maszer                                  | reż. Beata Hyży-Czapińska         |
| Wyróżnienie                                       | Stępem marsz                            | reż. Andrzej Titkow               |
| Wyróżnienie                                       | Benek blues                             | reż. Katarzyna Maciejko-Kowalczyk |
| Wyróżnienie                                       | Labirynt                                | reż. Magdalena Piekorz            |